# Marrucinos
Marrucinos (em latim: Marrucini) foi uma tribo que ocupava uma pequena área em torno de Teate (atual Chieti) na costa leste da Itália. Apesar de serem aparentados com os samnitas, parece que não faziam parte da liga samnita. Participara na Segunda Guerra Samnita, mas no final aliaram-se com os romanos (304 a.C.). Na Guerra Social de 91 a.C., lutaram contra os romanos; após a guerra, foram incluídos na tribo Arnense.